# Anacleto se divorcia
Anacleto se divorcia es una obra de teatro en tres actos escrita por Pedro Muñoz Seca y  Pedro Pérez Fernández y estrenada en el Teatro de la Comedia de Madrid el 2 de mayo de 1932. Se trata de una sátira de la entonces recién aprobada ley de divorcio en la Segunda República Española.

## Argumento
Las desavenencias del matrimonio formado por Anacleto y Baldomera son cada día mayores. Siguiendo los consejos de su amigo Juncosa, que en el fondo tiene aspiraciones sobre Baldomera, Anacleto decide ponerse al día de los tiempos y divorciarse de su mujer. Sin embargo, ello le lleva a un estado calamitoso y descuidado, y llega a la conclusión de que el estado de libertad que había imaginado está lejos de ser real.

## Personajes
- Baldomera
- Anacleto
- D. Felipe
- Juncosa
- Luis
- Manolita
- Gracia
- Carlos
- Sara
- Rosa
- Dupont

## Representaciones destacadas
- Teatro (Estreno, 1932), Intérpretes: María Mayor (Baldomera), Rafael López Somoza (Anacleto), Guadalupe Muñoz Sampedro, Mariano Azaña, Milagros Leal, Elvira Noriega, Salvador Soler Marí, Antonio Riquelme, Pedro Zorrilla.
- Cine (México, 1950). Dirección: Joselito Rodríguez. Intérpretes: Carlos Orellana, Rosa Arenas.
- Cine El alegre divorciado (España, 1976). Comedia basada en la obra teatral. Dirección: Pedro Lazaga. Intérpretes: Paco Martínez Soria, Florinda Chico.
- Teatro (Teatro Alcázar, Madrid, 1980). Intérpretes: Ángel de Andrés, María Rus, Rafael Navarro, Rafael Castejón.
- Teatro (Muralla árabe, Madrid, 2003). Intérpretes: Pedro Valentín, Julia Trujillo, Antonio Vico, Juanjo Reiz, Paloma Cela, Luis Perezagua, Juan Meseguer, Eva Cobo y Blanca Rivera.
- Teatro (Muñoz Seca, 2008). Dirección: José Luis Alonso de Santos. Intérpretes: Enrique Miranda, Manolo Barba, Manolo Morillo, Lola Teja.